# Zeitzeichen (Zeitschrift)
Die Zeitschrift Zeitzeichen ist eine evangelische Monatszeitschrift.

## Geschichte
Die Zeitschrift Zeitzeichen wurde im Jahr 2000 gegründet. Sie ist aus den Vorgängertiteln Evangelische Kommentare (erschienen seit 1968 im Kreuz Verlag), Die Zeichen der Zeit, Lutherische Monatshefte und Reformierte Kirchenzeitung hervorgegangen. Die Zeitschrift wird von allen Landeskirchen und der EKD gemeinsam getragen.
Die Redaktion der Zeitschrift hat ihren Sitz in Berlin und wird vom Gemeinschaftswerk der Evangelischen Publizistik verlegt. Langjähriger Mitherausgeber war der ehemalige deutsche Bundespräsident Johannes Rau. Johanna Haberer bezeichnete die Zeitschrift 2005 als „evangelische Monatszeitschrift, die sich hervorragend in der Öffentlichkeit behauptet“ und die Meinungsführer in der evangelischen Kirche erreiche.

## Thematischer Inhalt
Die Zeitschrift beschäftigt sich nicht nur mit religiösen Themen, sondern beinhaltet auch Rubriken wie „Politik & Gesellschaft“ und „Kultur“. Jedes Heft behandelt neben regelmäßigen Rubriken ein wechselndes Schwerpunktthema. Die Schwerpunktthemen variieren thematisch zwischen allgemeinen und aktuellen gesellschaftlichen Fragestellungen, historischen und religiösen Themen. Größeren Umfang nehmen regelmäßig Rezensionen von Büchern und Musik ein.